# Ólafur pái Höskuldsson
Ólafur pái Höskuldsson   (938 (Gregorià) - 1006 (Gregorià)), de sobrenom Olaf el Paó (nòrdic antic: Ólafr Pái) fou un mercader i cap viking del primerenc Estat Lliure d'Islàndia. El malnom «Paó» es refereix a l'ús del seu vestuari majestuós. És un dels personatges principals de la Saga de Laxdœla. Fill d'una esclava (thrall), Olaf esdevé un dels més rics terratinents d'Islàndia i té un paper rellevant en la política i societat islandeses en la segona meitat del segle x. En la literatura medieval escandinava, cal ressaltar el seu esment en la Saga d'Egil Skallagrímson, Saga de Njál, Saga de Gunnlaugs omstungu, Saga de Kormákr, Saga de Grettir, i Landnámabók, entre d'altres.

## Naixement i infantesa
Olaf era fill d'Hoskuld Dala-Kollsson, un cap de la zona de Laxardal, Islàndia, i besnet de Thorstein el Roig. Segons la Saga de Laxdœla, Hoskuld adquirí una esclava (thrall) presumptament muda d'un mercant de la Rus de Kíev a Brännö durant una expedició comercial a Noruega, i la utilitzà de concubina mentre estava lluny de la seua esposa Jorunn Bjarnadottir. Quan Hoskuld torna a l'illa, porta la concubina amb ell. Al marge de l'empipament de Jorunn, la concubina era tolerada a casa d'Hoskuld ja que romania fidel a la seua esposa mentre era a Islàndia. Al següent hivern, la concubina donà a llum un fill a qui anomenaren Olaf en honor d'un oncle d'Hoskuld recentment mort, Olaf Feilan.
La saga de Laxdaela cita que Olaf era un xic precoç, que parlava i caminava perfectament a l'edat de dos anys. Un dia Hoskuld descobreix que l'esclava parlava amb el seu fill; de fet, no era muda. Quan parla amb ella descobreix que és una princesa irlandesa anomenada Melkorka capturada durant una expedició vikinga, i que son pare era un rei irlandés anomenat Myrkjartan (l'historiador Magnusson ressalta que hi hagué alguns caps irlandesos amb el nom de Muirchertach). Poc després una discussió entre Jorunn i Melkorka força Hoskuld a traslladar la concubina i el seu fill a una altra granja que, de llavors ençà, es coneixeria com a Melkorkustaðanar. Landnámabók esmenta que Hoskuld i Melkorka van tenir un altre fill, Helgi, però aquest no apareix en la Saga de Laxdœla.
Als set anys, malgrat les objeccions de sa mare, Olaf es converteix en fill adoptiu i hereu d'un ric goði sense descendència anomenat Thord, que estava immers en aquell moment en un complicat litigi amb els familiars de la seua exesposa Vigdis Ingjaldsdóttir (descendent de Thorstein el Roig). L'adopció d'Olaf complica encara més la situació, que arriba a una profunda enemistat i a amenaçar amb venjances de sang, però Hoskuld prepara una compensació per a la família de Vigdis amb obsequis. Gràcies a la iniciativa d'Hoskuld, Thord obté la protecció del poderós cap, i Hoskuld assegura una herència per al seu fill il·legítim més enllà de la limitada herència que podia deixar a Olaf segons el Grágás (lleis islandeses). Olaf acompanya a Thord a l'Alpingi quan fa els dotze anys, i el seu vestit li causa el motiu de «Paó».

## Primeres expedicions
Cap al 956, Olaf, animat per Melkorka, viatja a l'estranger a la recerca de fortuna. Hoskuld s'hi oposa i no l'ajuda amb mercaderies, i la propietat de Thord era sobretot béns immobles i terres. En part per finançar l'expedició, sa mare es casa amb Þorbjörn skrjúpur, un bóndi que abans l'havia ajudada a gestionar Melkorkustaðanar. Melkorka i Thorbjorn tingueren un fill, Lambi. Olaf va navegar fins a Noruega amb Orn, un capità i huscarl del hird del rei Harald II de Noruega. Obté grans honors en la cort d'Harald, i era el preferit de la mare del rei, Gunnhildr Konungamóðir, que segons fonts islandeses havia estat amant de l'oncle d'Olaf Hrut Herjolfsson. Quan Olaf expressa el desig de trobar la família de la seua mare a Irlanda, Gunnhild li finança el viatge.
Olaf se'n va a Irlanda amb Orm a la recerca del poble de sa mare, i duu monedes i regals de Melkorka per al seu pare i la seua dida. Durant el trajecte, la nau es perd en una densa boira; arriben a la costa irlandesa, però lluny de la protecció dels longphorts i els ataquen irlandesos del lloc, malgrat els esforços d'Olaf, que parlava gaèlic irlandès i intentava negociar el pas lliure amb ells.
Hi arriba el cap del llogaret i resulta ser el iaio d'Olaf, Myrkjartan. Olaf es queda amb ell un temps, i el rei, segons la Saga de Laxdœla, fins oferí a Olaf ser el seu hereu. Olaf, però, prefereix tornar a Noruega, per no ofendre els fills de Myrkjartan i torna a la cort del rei Harald.

## Retorn a Islàndia
Olaf torna a la seua llar cap al 957 com un home ric. Son pare, Hoskuld, acorda el seu matrimoni amb Thorgerd Egilsdottir, filla d'Egill Skallagrímsson. Thorgerd al principi es negava a casar-se amb el fill d'una esclava, i no creu que la mare d'Olaf fos una princesa. En acabant hi accedeix després d'una llarga conversa amb el pretendent. En les noces, Olaf ofereix a Egil una espasa ornada d'Irlanda.
Olaf i Thorgerd visqueren feliços durant un temps a Hoskuldstead. Cap al 962 Thord, pare adoptiu d'Olaf, mor i deixa la seua propietat i goði a Olaf, i amb això compra terra i construeix una nova llar a Hjardarholt. Amb el temps la gent comença a assentar-se prop de les propietats d'Olaf i el reconeix com a goði. L'augment de poder, influència i riquesa provoca l'enveja de l'esposa d'Hoskuld, Jorunn. En el mateix període, Olaf i Thorged tenen una filla, Thurid Olafsdóttir. Hjardarholt és renovada i dues dècades més tard, l'skald Úlfr Uggason compon el famós poema Húsdrápa, basant-se en les escenes mitològiques que il·lustraven les parets de la casa.
La mitja germana d'Olaf, Hallgerdr Höskudsdóttir, es casa amb Gunnar Hámundarson, un cap viking que vivia a Hlídarendi, al sud d'Islàndia. Olaf i Gunnar es fan molt bons amics.
Hoskuld mor cap a 965, i deixa a Olaf tota la seua fortuna en marcs en or, i això causa tensió entre Olaf i els hereus legítims d'Hoskuld, Bard i Thorleik Hoskuldsson. Com a fill il·legítim, Olaf només tenia dret a un marc de la fortuna del pare; Olaf soluciona la situació pagant un terç del funeral i el festí per Hoskuld.

## Segona expedició a Noruega i conseqüències
Cap al 975, malgrat les objeccions de la seua esposa, Olaf organitza una segona expedició a Noruega. Roman com a hoste d'un viking anomenat Geirmund el Sorollós i també visita al jarl de Lade Håkon Sigurdsson: aquest li regala una remesa de fusta perquè se l'emportàs a la seua terra. A la tornada, Olaf se n'enduu Geirmund, que es va enamorar de Thurid, filla d'Olaf. El pare al principi s'hi oposava, però Geirmund suborna a Thorgerd per aconseguir l'acceptació d'Olaf. El matrimoni no va ser feliç i després de tres anys Geirmund abandona Islàndia sense deixar diners ni recursos per a la seua família, esposa i filla. Thurid, enutjada, aborda la seua nau abans de partir, li furta la famosa espasa batejada com "mossegadora de cames" i deixar a la filla dels dos [Groa] al vaixell. Geirmund maleeix l'espasa i abans d'arribar a Noruega naufragguen, i s'ofeguen tots tret de la xiqueta.

## Els darrers anys
A la fi del segle X, els familiars d'Olaf i el seu amic Gunnar es veieren involucrats en una batussa sagnant amb alguns terratinents. Gunnar era amic íntim de Njáll Torgeirsson de Bergtórshvoll i li demanava consell sovint. Njáll li deia que mai matàs dues persones de la mateixa família, perquè li podria comportar la mort. La predicció resultà certa. Quan Gunnar mata dos homes vinculats familiarment amb Gizur el Blanc, la família clama venjança i els seus seguidors es dirigeixen a Hlíðarendi per matar-lo. Njáll recomana a Gunnar abandonar Islàndia. Al principi, Gunnar vol marxar, però quan observa les seues propietats i la bellesa que les envoltava, se'n torna. Aleshores s'inicien els esdeveniments que acabarien en una batalla èpica i la seua mort.
El seu fill preferit, Kjartan, viatja amb el seu cosí Bolli Torleiksson i tots dos estaven molt units, però se'n distancien quan Bolli es casa amb la dona que estimava Kjartan, Gudrún Ósvífursdóttir. Segons Oddr Snorrason, Olaf havia pronosticat que hi hauria una lluita entre Kjartan i Bolli. La tensió va creixent entre els cosins fins que l'enemistat esdevé un afer de sang quan Bolli mata a Kjartan amb l'espasa "mossegadora de cames" el 1003, que precisament li havia regalada a Bolli la seua cosina Thurid, germana de Kjartan.
Olaf renuncià a la persecució per l'assassinat, i requerí una compensació econòmica a canvi, en contrast amb els germans de Gudrun, que havien incitat a Bolli a lluitar contra el seu cosí, enviat a l'exili. L'estudiós Jesse Byock contrasta la magnificència d'Olaf amb Bolli en relació amb el concepte de venjança que expressava la seua esposa Thorgerd:
Olaf sabia que Kjartan, que havia estat involucrat en un triangle amorós amb Bolli i la seua esposa Gudrun Osvifrsdottir, havia provocat la seua desgràcia actuant de manera agressiva. En termes islandesos, Kjartan havia creuat els límits acceptables. Mentre Olaf vol mantenir la solidaritat de la gran família, amb bones relacions amb germans i fills, la idea de Thorgerd és diferent; ella enfoca de manera estreta la postura sobre l'honor de la família.
Olaf va morir el 1006, i la seua esposa es va llançar a una directa venjança cobrant amb sang la mort del seu fill, inclòs Thorkel, que havia estat testimoni de la mort de Kjartan, però havia decidit no intervenir-hi. Bolli mor en mans dels fills d'Olaf i els seus aliats en una incursió conduïda per Thorgerd. Dotze anys més tard, Gudrun, amb ajut de Snorri Goði, mata als assassins de Bolli en venjança.

## Herència
Fruit del seu matrimoni amb Þorgerður Egilsdóttir (n. 931) tingueren nou fills:
- Þorbjörg Ólafsdóttir (n. 955), que es casaria en primeres núpcies amb Ásgeir Knáttarsson (n. 990), un personatge de la Saga Eyrbyggja, i en segones amb Vemundur Þorgrímsson.[47]
- Kjartan Ólafsson, segons la Saga de Laxdœl, el preferit del pare.[48]
- Steinþór Ólafsson (n. 961)
- Þorbergur Ólafsson (n. 963)
- Halldór Ólafsson (n. 965)
- Helgi Ólafsson (n. 967)
- Höskuldur Ólafsson (n. 969)
- Bergþóra Ólafsdóttir (n. 971), que es casaria amb Þórhallur Oddsson.
- Þuríður Ólafsdóttir (n. 973), que es casaria en primeres núpcies amb el viking Geirmund el Sorollós, personatge de la Saga de Laxdœla, i foren pares de Gróa (n. 993); pare i filla van morir en un naufragi; Þuríður després es casà amb Guðmundur Sölmundsson.[49]